# 2779 Mary
A 2779 Mary (ideiglenes jelöléssel 1981 CX) a Naprendszer kisbolygóövében található aszteroida. Norman G. Thomas fedezte fel 1981. február 6-án.